# Geheugenloosheid
In de kansrekening is geheugenloosheid een eigenschap van bepaalde kansverdelingen, namelijk de exponentiële verdelingen en de geometrische verdelingen. 
Geheugenloze verdelingen vergeten als het ware hun voorgeschiedenis. Een bekend voorbeeld is het werpen met een dobbelsteen om zes te krijgen. Dat kan lang duren. Als je al 10 keer gegooid hebt en nog geen zes, ben je geneigd te denken dat het nu wel niet meer lang zal duren. Het maakt echter niets uit dat je al 10 keer zonder succes gegooid hebt. Vanwege de geheugenloosheid - hoe zou de dobbelsteen ook weten wat tevoren gebeurd is - zal het aantal nog benodigde worpen om zes te krijgen dezelfde verdeling hebben als aan het begin.

## Discrete geheugenloosheid
Een discrete toevalsgrootheid X die waarden  0, 1, 2, ...  of  1, 2, 3, ...  aanneemt, heeft een geheugenloze verdeling als voor elke x en y geldt:
{\displaystyle \operatorname {P} (X>x+y\mid X>x)=\operatorname {P} (X>y)}.
In woorden: als X al een waarde groter dan x heeft aangenomen, is de voorwaardelijke kans op nog minstens y erbij, gelijk aan de oorspronkelijke kans op minstens y.
Er kan aangetoond worden dat de enige discrete geheugenloze verdelingen de geometrische verdelingen zijn. Dit zijn verdelingen van het benodigde aantal Bernoulli-pogingen om succes te krijgen; men zegt wel: de "wachttijd op succes".

## Voorbeeld en motivatie van de termgeheugenloosheid
We gooien net zo lang met een dobbelsteen tot een "1" (succes) bovenkomt. De kans p op "succes" in elke worp is dus 1/6. De toevalsgrootheid X is het aantal benodigde worpen. X is dan geometrisch verdeeld, wat inhoudt:
{\displaystyle \operatorname {P} (X>n)=(1-p)^{n}}, voor n = 0,1,2, ...
Als we al 10 keer zonder succes gegooid hebben, is de voorwaardelijke kans dat we nog minstens vier keer moeten gooien om succes te krijgen:
{\displaystyle \operatorname {P} (X>14\mid X>10)={\frac {\operatorname {P} (X>14\land X>10)}{\operatorname {P} (X>10)}}={\frac {\operatorname {P} (X>14)}{\operatorname {P} (X>10)}}={\frac {(5/6)^{14}}{(5/6)^{10}}}=(5/6)^{4}=\operatorname {P} (X>4)}.
Het toevalsproces "herinnert" zich dus als het ware niet hoeveel keer men in het verleden een mislukking had.

## Continue geheugenloosheid
Beschouw, in plaats van een discreet aantal pogingen tot een eerste "succes", nu een continue wachttijd T tot de aankomst van een telefoonoproep op een schakelpaneel. De uitspraak dat de kansverdeling van T geheugenloos is, betekent dat voor alle positieve reële getallen s en t geldt:
{\displaystyle \operatorname {P} (T>t+s\mid T>t)=\operatorname {P} (T>s)\,}.
Het is niet moeilijk in te zien dat de enige continue geheugenloze verdelingen de exponentiële verdelingen zijn. Immers als we voor het gemak stellen:
{\displaystyle R(x)=\operatorname {P} (X>x)\,},
dan volgt uit de eis van geheugenloosheid:
{\displaystyle R(x+y)=R(x)R(y)\,}.
Als continue verdeling bestaat van R de afgeleide, dus:
{\displaystyle {\frac {d}{dx}}R(x+y)={\frac {d}{dx}}R(x)R(y)=R(y){\frac {d}{dx}}R(x)\,}.
Kiezen we x =0, dan volgt:
{\displaystyle R'(y)=R'(0)R(y)\,},
een differentiaalvergelijking met als oplossing:
{\displaystyle R(x)=Ae^{-\lambda x}+B\,}.
Uit de randvoorwaarden volgt voor de kansdichtheid:
{\displaystyle f_{X}(x)=\lambda e^{-\lambda x}\,} voor x > 0.
Dus is:
{\displaystyle \operatorname {P} (X>x)=e^{-\lambda x}\,}, voor x > 0,
zodat inderdaad:
{\displaystyle \operatorname {P} (X>x+y\mid X>x)={\frac {\operatorname {P} (X>x+y)}{\operatorname {P} (X>x)}}={\frac {e^{-(x+y)}}{e^{-x}}}=e^{-y}=\operatorname {P} (X>y)}.